# آلامية ثلاثية الفصوص
آلامية ثلاثية الفصوص (الاسم العلمي: Passiflora tripartita)، يُطلق عليها أيضًا كوروبا (curuba) وتومبو (tumbo) وكوروبا دي كاستيلا (curuba de Castilla) وتومبو سيرانو (tumbo serrano) هي نوع من زهرة الآلام موطنها بيرو وبوليفيا والإكوادور وكولومبيا والبرازيل في مناطق على ارتفاعات 2000-3200 متر.